# Zebrasoma desjardinii
Espèce
Synonymes
- Acanthurus desjardinii Bennett, 1836
- Zebrasoma desjardini (Bennett, 1836)

Statut de conservation UICN

 LC  : Préoccupation mineure
Le  Chirurgien-voilier (Zebrasoma desjardinii) est une espèce de poisson de la famille des Acanthuridae. 

## Description
C'est un poisson-chirurgien caractérisé par ses nageoires dorsale et anale très développées, auxquelles il doit son nom (elles deviendront moins démesurées avec l'âge). Son corps ovale est très aplati latéralement, avec un front haut et une bouche légèrement pointue ; au départ très ovale, avec la maturité sa silhouette devient plus rectangulaire, notamment du fait de l'aplatissement des nageoires pectorale et dorsale. Sa taille maximale connue est de 40 cm. Ses flancs sont ornés de rayures verticales sombres et claires alternées, redoublées de lignes verticales ocre ou dorées, s'achevant avant le dernier quart inférieur de l'animal pour laisser place à un tapis de points de la même couleur. Cette même couleur raye aussi les nageoires dorsale et anale en lignes longitudinales suivant la forme de l'animal. Le visage est ponctué de blanc (comme la nageoire anale), et rayé verticalement de noir.
Comme la plupart des poissons chirurgiens, il possède une épine défensive tranchante de chaque côté du corps, à la base de la nageoire caudale, au centre d'une tache ovale bleu foncé. Cette épine est articulée et se déploie à 80° lorsque la queue du poisson est pliée latéralement.

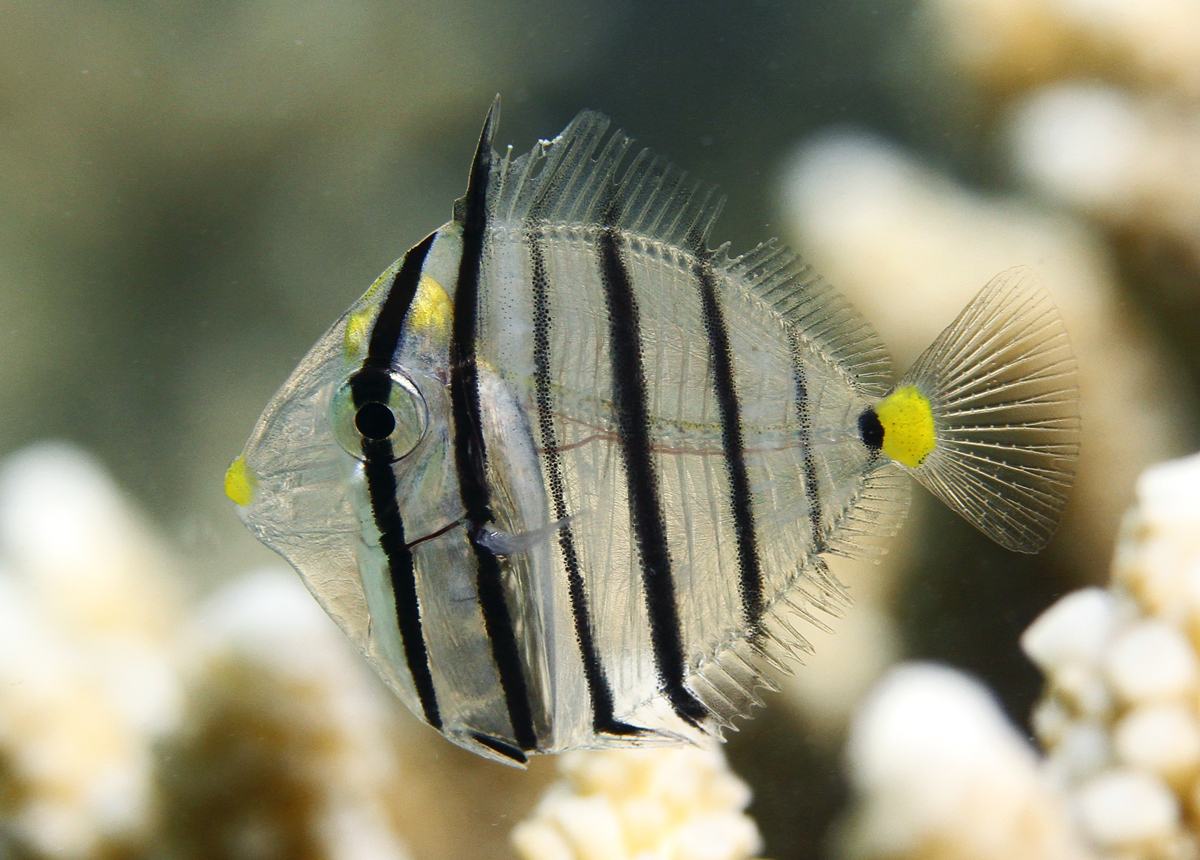
Post-larve.
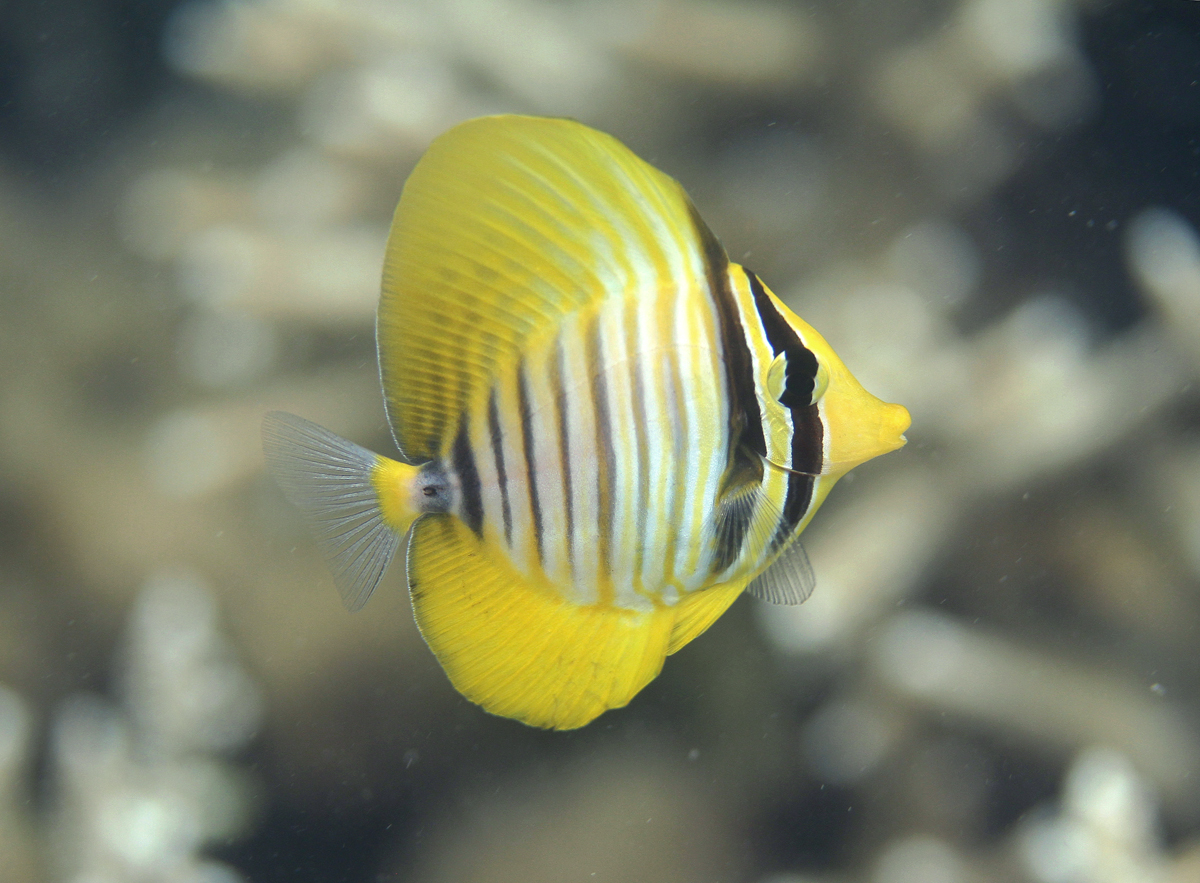
Juvénile.
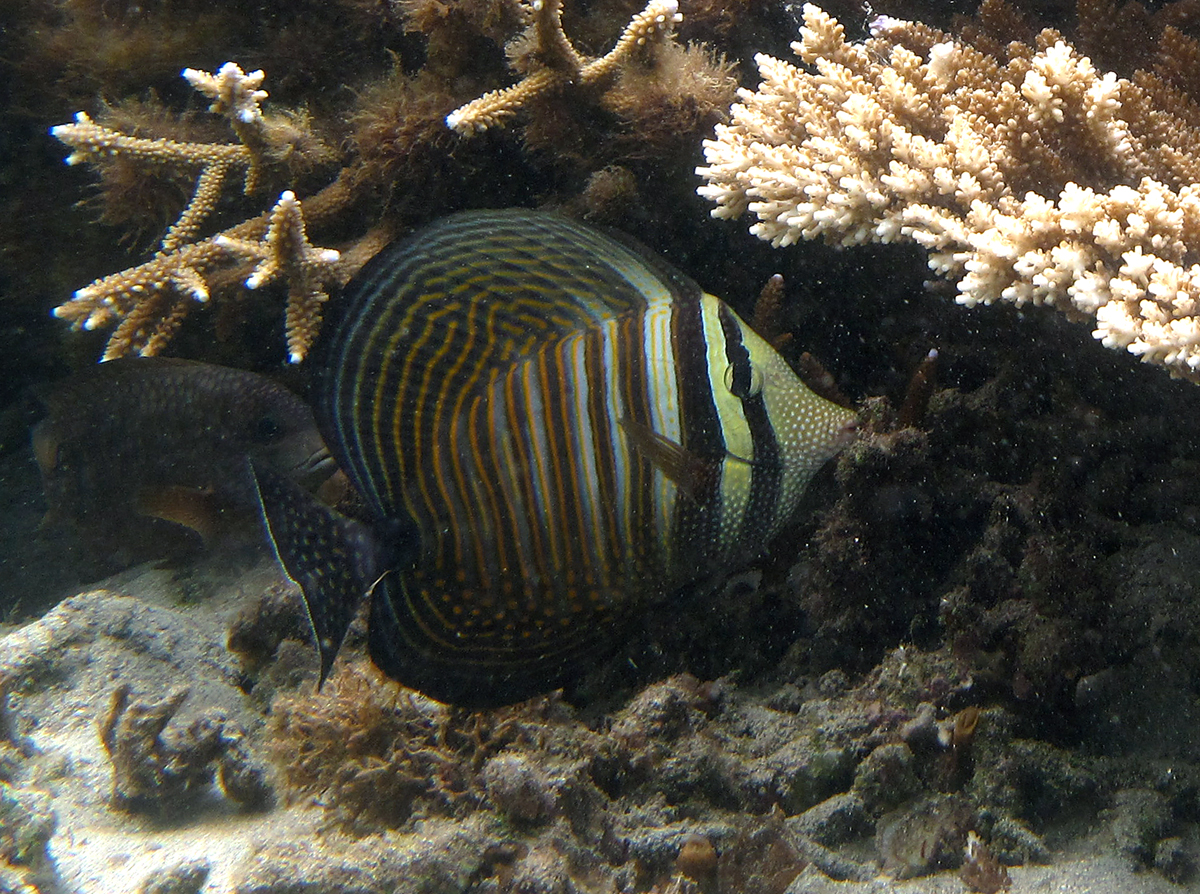
Individu passant du stade juvénile au stade adulte.
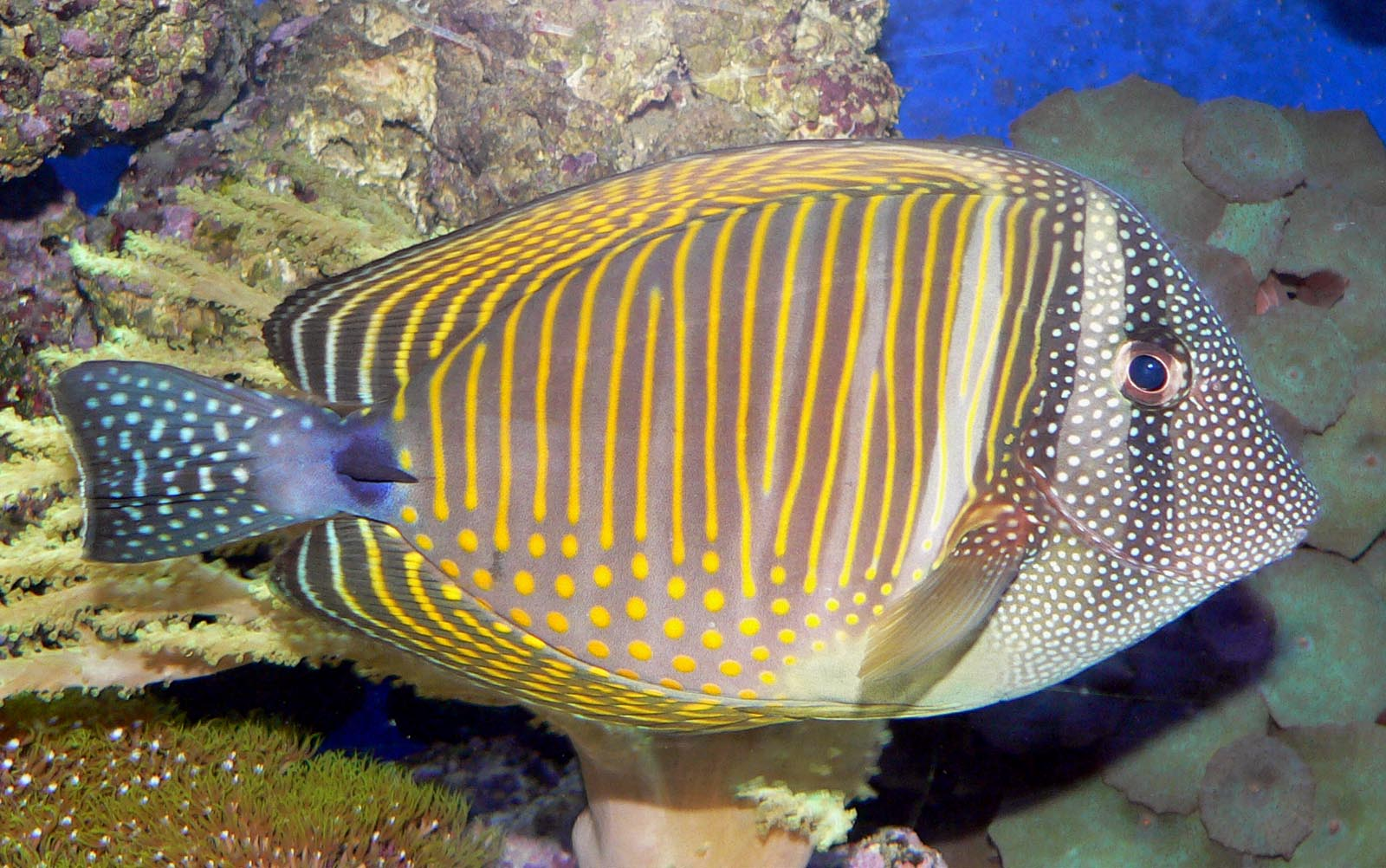
Adulte mature.

## Habitat et répartition
Cette espèce est présente dans les eaux tropicales de l'océan Indien (jusqu'en Indonésie) et de la mer Rouge, souvent dans les récifs coralliens de faible profondeur. 
Dans l'océan Pacifique, Zebrasoma desjardinii est remplacé par Zebrasoma veliferum, espèce fort proche dont Z. desjardinii a parfois pu être considérée comme une sous-espèce. Quoi qu'il en soit, ils se distinguent assez aisément car, chez Z. desjardini, les bandes zébrant le corps du juvénile se dissolvent en rangées de taches à peine visibles chez l'adulte. Chez Z. veliferum, au contraire, ces bandes perdurent pendant toute la vie.